# Zertifikat Deutsch

Zertifikat Deutsch (ZD) este un examen de germană organizat de Goethe-Institut pentru a valida, în mod oficial, un nivel elementar (Grundstufe) al cunoașterii limbii germane. Se poate obține cu mențiune. Costă în jur de 100 €.
Zertifikat Deutsch constituie rezultatul cooperării dintre Goethe-Institut, Österreichisches Sprachdiplom (ÖSD), Schweizer Erziehungsdirektorenkonferenz (EDK) și Weiterbildungs-Testsysteme GmbH (WBT).

## Cui i se adresează
Zertifikat Deutsch se orientează îndeosebi spre nevoile celor care studiază limba germană, într-un program destinat învățământului pentru adulți, în interiorul sau în afara unei țări de limbă germană. De curând, au început să apară astfel de programe destinate și adolescenților. Pentru a obține un Zertifikat Deutsch candidații trebuie să fi efectuat între 350 și 600 de ore de învățare a limbii germane.

## Desfășurarea examenului
Examenul este compus din două părți și se desfășoară intr-o singura zi: dimineata probele scrise, iar in partea a doua a zilei se fac programarile pentru oral. Acestea vor fi afisate dupa sfarsitul probelor scrise.

### Probele scrise
Examenul scris durează patru ore, cu pauze de câte un sfert de oră și se desfășoară într-o sală de curs supraveghetă de o persoană din Goethe-Institut. Pentru fiecare parte candidatul primește un carnet cu testul  și un chestionar pe care va nota răspunsurile (Antwortbogen).

#### Gramatica și înțelegerea textului scris (Leseverstehen)
Se dau texte si se testeaza modul de intelegere al acestore: global, detaliat, selectiv (B1), corectitudinea din punct de vedere gramatical (B2), vocabularul si gramatica (C1).

#### Ascultare (Hörverstehen)
Se ascultă o casetă sau un CD. La afirmațiile care se găsesc pe foaia de răspunsuri candidatul trebuie să răspundă cu „adevărat” sau „fals”, în funcție de ceea ce înțelege din mesajul audio. Pe ansamblu, în această parte, există tot atâtea răspunsuri adevărate cât și false. Ascultarea este compusă din trei părți: înțelegere în general (Globalverstehen), înțelegere în detaliu (Detailverstehen) și înțelegere selectivă (Selektives Verstehen).

#### Scrisoarea / exprimarea în scris (Schriftlicher Ausdruck)
Candidatul trebuie să redacteze o scrisoare, fiind atent la forma, stilul și la durata impuse (de exemplu, scrisoare familială, 30 minute, circa 40 de rânduri). Nota reprezintă media notărilor celor doi corectori.

### Probele orale
Cea de-a doua parte a examenului, probele orale, se desfășoară cu doi examinatori, care dau note. Nota orală reprezintă media notărilor celor doi examinatori. Scopul testului este să arăți cât ești de dezinvolt în folosirea limbii germane orale. In general, aceasta proba se efectueaza cu un partener de discuție ales aleatoriu dintre candidatii care susțin examenul in aceeași zi. Doar in cazul în care nu exista partener de discuție, acesta va fi înlocuit de unul dintre examinatori.

#### Prezentarea
Candidatul se prezintă. Această parte este în general învățată de candidați inainte de examen.(B1)

#### Descrierea unei imagini
Imaginea poate fi un grafic, o fotografie, un desen.

#### Dialogul / exprimarea orală (Mündliche Prüfung)
Candidatul trebuie să organizeze ceva (o aniversare, o călătorie, o conferință, ...), discutând cu unul dintre cei doi examinatori despre subiectul respectiv, pe o durată prestabilită. Această parte servește la testarea aptitudinii candidatului de a închega o discuție constructivă cu un germanofon (vorbitor al limbii germane).

## Niveluri
Zertifikat Deutsch are 6 niveluri: A1, A2, B1, B2, C1 și C2. Cele șase niveluri corespund celor șase niveluri de competențe lingvistice prevăzute în „Cadrul European Comun de Referință pentru Limbi”.